# Ondas electromagnéticas planas
Las propiedades de las ondas electromagnéticas se pueden deducir a partir de las ecuaciones de Maxwell. Un planteamiento para obtener estas propiedades es resolver la ecuación diferencial de segundo orden obtenida a partir de la tercera y cuarta ecuaciones de Maxwell. 
Para una onda electromagnética que viaja en la dirección {\displaystyle x} (la dirección de propagación), donde el campo eléctrico {\displaystyle E} esta en la dirección {\displaystyle y} y el campo magnético {\displaystyle B} esta en la dirección {\displaystyle z}, tales ondas, en que los campos eléctricos y magnéticos se restringen a ser paralelos a un par de ejes perpendiculares, se dice que son ondas linealmente polarizadas.
Si la fuente de las ondas electromagnéticas es tal que una onda radiara desde cualquier posición en el plano {\displaystyle yz} (no solo desde el origen) se propaga en la dirección {\displaystyle x} y todas las ondas semejantes se emiten en fase. Si se define un rayo como la línea a lo largo de la cual viaja la onda, todos los rayos para estas ondas son paralelos. A esta colección completa de ondas con frecuencia se les llama onda plana. Una superficie que conecta los puntos de igual fase en todas las ondas en un plano geométrico denominado frente de onda. En comparación, una fuente puntual de radiación envía ondas radialmente en todas direcciones. Una superficie que conecta puntos de igual fase para esta situación es una esfera, así que onda se llama onda esférica.
Para generar la predicción de ondas electromagnéticas se parte de ley de Faraday:

{\displaystyle \oint _{C}{\vec {E}}\cdot {\vec {dl}}=-\ {d\Phi _{B} \over dt}}

En un instante cuando una onda plana pasa a través de una trayectoria rectangular de ancho {\displaystyle dx} que se encuentra en el planos {\displaystyle xz}, el campo magnético en dirección {\displaystyle z} varia de  

{\displaystyle {\vec {B}}} a {\displaystyle {\vec {B}}+{\vec {db}}}

Esta variación especial en {\displaystyle {\vec {B}}} da origen a un campo eléctrico variable en el tiempo a lo largo de la dirección {\displaystyle y} , de acuerdo a:

{\displaystyle {\frac {\partial B}{\partial x}}=-\mu _{0}\epsilon _{0}{\dfrac {\partial E}{\partial t}}}